# Gérard Cicurel
Pour les articles homonymes, voir Cicurel.
Gérard Cicurel (né le 5 avril 1951 à Paris) est un conseiller informatique, organisation finances et en communication français.

## Biographie
Il crée en janvier 2012, avec Marie-France Lavarini et Jean-Christophe Alquier, l'agence de communication corporate Ella FACTORY, qu'il quittera en août 2017 quand celle-ci est rachetée par Publicis Groupe.  
Gérard Cicurel commence sa carrière comme ingénieur consultant à la STERIA, puis chez Price Watherhouse, puis Young & Rubicam, dont il devient chief Information System Manager WW. Il entre chez BDDP en 1991 comme directeur des systèmes d'information, avant d'en devenir directeur financier puis directeur général.  
Il est directeur général de TBWA/France (groupe d'agences de publicité appartenant à Omnicom Group) à partir de la fusion de BDDP et TBWA en 1998. Il en devient ensuite le président. 
Gérard Cicurel est en outre président de l'association Les Amis de l'école, association sans but lucratif, lycée d'enseignement secondaire à Paris, et est membre du conseil d'administration de l’Institut pour l'éducation financière du Public (IEFP).
Il crée avec Marie-France Lavarini MFL Conseil, en septembre 2017, dont il devient directeur général.   
Il est conseiller auprès Olivier Duhamel, président de la Fondation nationale des sciences politiques (FNSP) à partir de septembre 2017.

## Décoration
- Chevalier de la Légion d'honneur. Il est fait chevalier par décret du 3 avril 2015[3]